# Linària
Linaria és un gènere de plantes angiospermes de la família de les plantaginàcies, els representants del qual, en català es poden anomenar linària (entre moltres altres opcions). Alguns membres d'aquest gènere es coneixen popularment com a "palometes" o "conillets", un nom compartit amb altres espècies de gèneres relacionats.
Tradicionalment havia estat inclòs a la família de les escrofulariàcies, però els estudis moleculars i genètics duts a terme pel Grup per a la filogènia de les angiospermes van trobar major afinitat i parentiu amb les plantaginàcies.
Gènere nadiu de regions temperades d'Europa, nord d'Àfrica i Àsia, amb la major diversitat d'espècies a la regió mediterrània.
Algunes espècies de Linaria, considerades com a males herbes dels camps, són tòxiques per al bestiar que les rebutja.
Algunes linàries serveixen d'aliment a les larves d'algunes espècies de Lepidòpters com Amphipyra tragopoginis, Junonia coenia o el Damer rogenc.

## Descripció
El nom científic significa "semblant a Linum" (lli), ja que el fullatge d'algunes espècies ho recorda superficialment.
Les linàries s'identifiquen fàcilment per la forma de la seva flor: Són flors tubuloses amb cinc pètals soldats i la corol·la dividida en dos llavis: el llavi superior està format per 2 pètals erectes, profundament dividits (que semblen les orelles del "conillet"). El llavi inferior (format pels 3 pètals restants) fa una mena de engruiximent o paladar que tanca totalment la gorja de la flor (com si fos una boca tancada).
A diferència d'altres gèneres propers, la corol·la es prolonga cap endarrere en un esperó estretament cònic o linear. A Antirrhinum només hi ha una petita gibositat posterior. A Chaenorhinum l'esperó és amplament cònic i la gorja normalment no queda totalment obturada pel llavi inferior. Cymbalaria o Kickxia es distingeixen principalment per que les fulles tenen pecíol i el limbe ample; no són sèssils, ni linears i semblants al lli com a la majoria d'espècies de Linaria.

## Taxonomia
Linaria és un gènere certament complex i difícil de destriar. Per a la correcta determinació de les espècies més properes cal observar detingudament les llavors amb ajuda d'una lupa potent, A més es pot produir hibridació entre diverses espècies que presentaran caràcters intermedis. És un gènere bastant gran on es reconeixen 197 espècies (el juny de 2025), segons el criteri de "Plants of the World Online" (POWO)
També hi ha alguns gèneres propers (que en algunes publicacions poden estar dins de Linaria o no) que inclourien Nuttallanthus (un gènere de plantes americanes, creat el 1988 i inclòs dins de Linaria segons POWO); Cymbalaria, Chaenorhinum i Kickxia que la Flora dels Països Catalans incloïa dins de Linaria, o Antirrhinum que antigament incloïa totes aquestes espècies amb flors aspecte de "conillets": una boca tancada que s'obre exercint una certa pressió en el punt adequat.
Als Països Catalans hi ha unes 17 espècies (sense comptar les que hom situa a aquests gèneres alternatius). Moltes d'elles tenen una àrea de distribució limitada i són força rares. Potser la més comuna és Linaria arvensis que segons el criteri de la Flora dels Països Catalans inclouria tres subespècies que hom considera espècies diferents: L.simplex i L.micrantha.

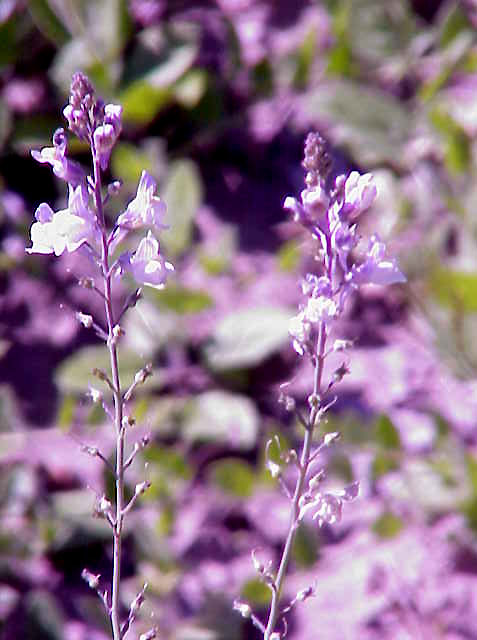
Linaria maroccana un endemisme del Marroc natutralitzada a la península Ibèrica.
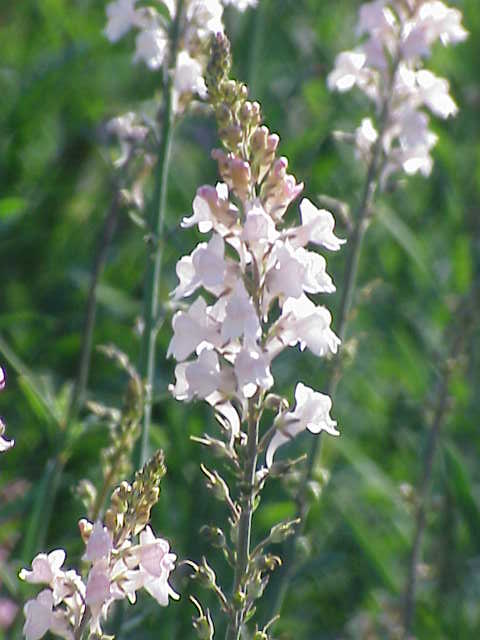
Linaria purpurea és endèmica d'Itàlia.
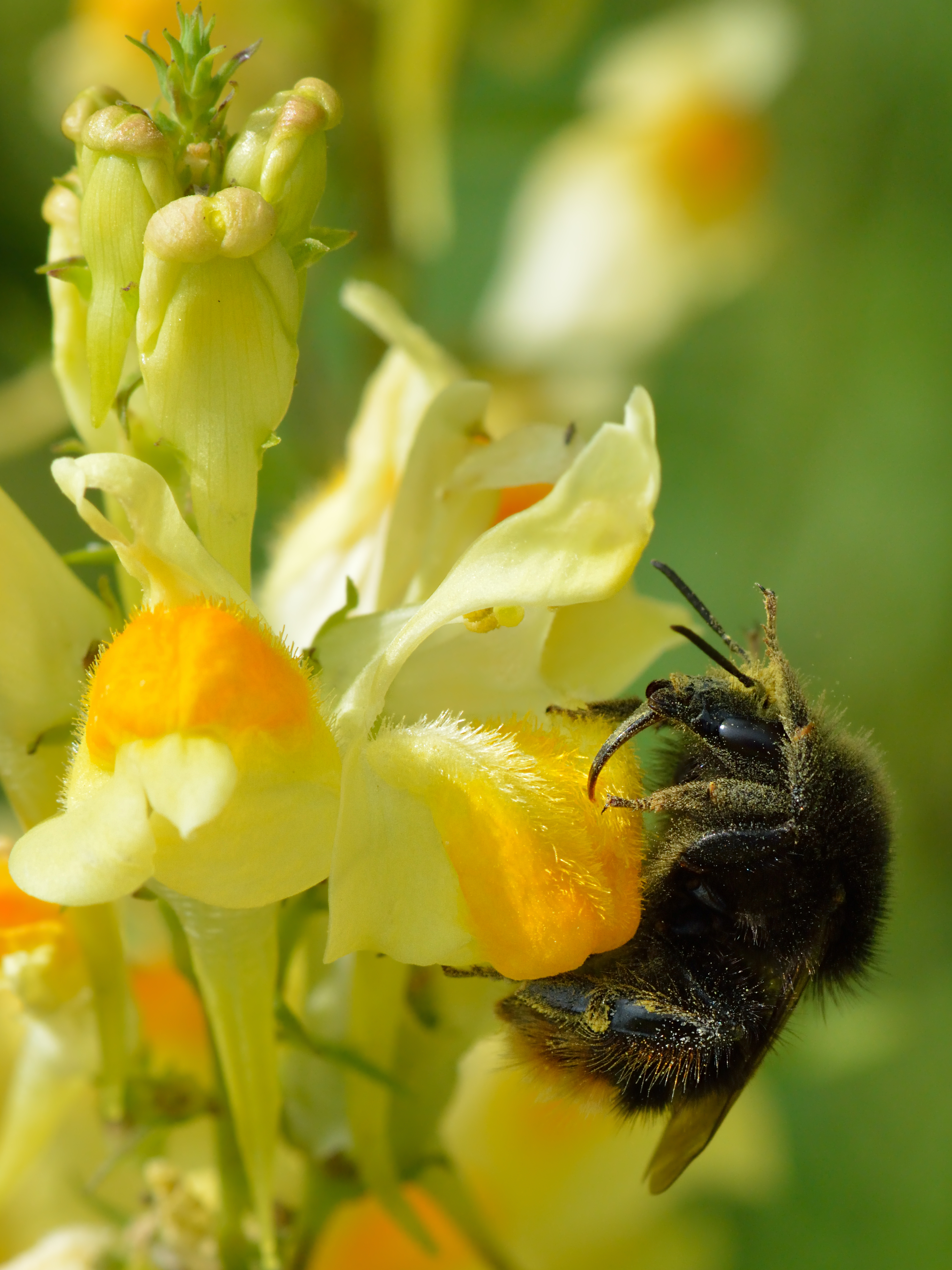
Linaria vulgaris: el pes de l'insecte en el lloc adient (senyalitzat amb colors més vistosos) obre la boca i dóna accés a l'interior de la flor.
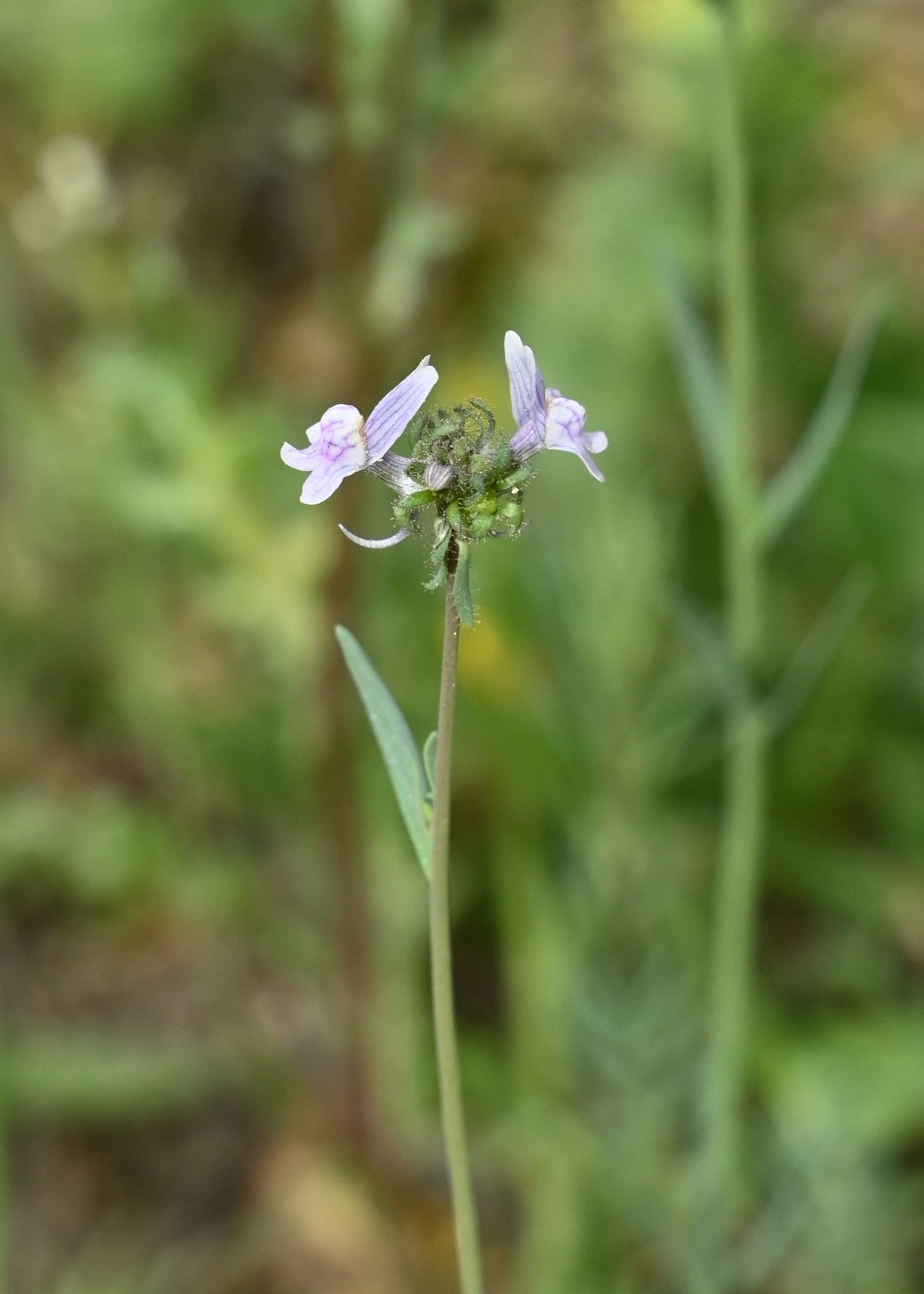
Linaria arvensis: detall de la flor

### Espècies
Aquesta llista conté els 187 que reconeixia POWO el febrer de 2014. Darrera del nom hem afegit P.Ib o PPCC quan aquest tàxon es troba present a la península Ibèrica o als Països Catalans (ssp o var indiquen que segons el criteri de la Flora dels Països Catalans la consideren una subespècie o una varietat) respectivament:
- Linaria accitensis L.Sáez, Juan, M.B.Crespo, F.B.Navarro, J.Peñas & Roquet (P.Ib)
- Linaria acutiloba Fisch.
- Linaria aeruginea (Gouan) Cav. (P.Ib, PPCC ssp)
- Linaria afghanica Podlech & Iranshahr
- Linaria alaica Junussov
- Linaria albifrons (Sm.) Spreng.
- Linaria algarviana Chav. (P.Ib)
- Linaria alpina (L.) Mill. (P.Ib, PPCC)
- Linaria altaica Fisch.
- Linaria amethystea (Vent.) Hoffmanns. & Link (P.Ib, PPCC)
- Linaria amoi Campo ex Amo (P.Ib)
- Linaria angustissima (Loisel.) Borbás (P.Ib, PPCC ssp)
- Linaria antilibanotica Rech.f.
- Linaria arcusangeli Atzei & Camarda
- Linaria arenaria DC. (P.Ib)
- Linaria arenicola Pau & Font Quer
- Linaria argillicola Juan, Blanca, Cueto, J.Fuentes & L.Sáez
- Linaria armeniaca Chav.
- Linaria arvensis (L.) Desf. (P.Ib, PPCC)
- Linaria atlantica Boiss. & Reut.
- Linaria azerbaijanensis Hamdi & Assadi
- Linaria badachschanica Junussov
- Linaria badalii Willk. (P.Ib, PPCC var))
- Linaria bamianica Patzak
- Linaria becerrae Blanca, Cueto & J.Fuentes
- Linaria bessarabica Kotov
- Linaria biebersteinii Besser
- Linaria bipartita (Vent.) Willd.
- Linaria bipunctata (L.) Chaz. (P.Ib)
- Linaria bordiana Santa & Simonn.
- Linaria boushehrensis Hamdi & Assadi
- Linaria brachyphylla Delip.
- Linaria bubanii Font Quer (P.Ib, PPCC ssp)
- Linaria bungei Kuprian.
- Linaria burjatica Turcz. ex Benth.
- Linaria caesia (Lag. ex Pers.) F.Dietr. (P.Ib)
- Linaria capraria Moris & De Not.
- Linaria cavanillesii Chav. (P.Ib, PPCC)
- Linaria chalepensis (L.) Mill. (P.Ib, PPCC)
- Linaria clementei Haens. ex Boiss. (P.Ib)
- Linaria confertiflora Benth.
- Linaria corifolia Desf.
- Linaria cossoniana Braun-Blanq. & Maire
- Linaria cossonii Bonnet & Barratte
- Linaria cretacea Fisch. ex Spreng.
- Linaria dalmatica (L.) Mill.
- Linaria damascena Boiss. & Gaill.F
- Linaria decipiens Batt.
- Linaria depauperata Leresche ex Lange (P.Ib, PPCC ssp)
- Linaria diffusa Hoffmanns. & Link (P.Ib)
- Linaria dissita Pomel
- Linaria dumanii A.Duran & Menemen
- Linaria elegans Cav. (P.Ib)
- Linaria elymaitica (Boiss.) Kuprian.
- Linaria fallax Coss. ex Batt.
- Linaria farsensis Hamdi & Assadi
- Linaria fastigiata Chav.
- Linaria faucicola Leresche & Levier
- Linaria fedorovii Kamelin
- Linaria ficalhoana Rouy
- Linaria flava (Poir.) Desf.
- Linaria genistifolia (L.) Mill.
- Linaria gharbensis Batt. & Pit. (P.Ib)
- Linaria glacialis Boiss. (P.Ib)
- Linaria glauca (L.) Chaz. (P.Ib)
- Linaria golestanensis Hamdi & Assadi
- Linaria grandiflora Desf.
- Linaria griffithii Benth.
- Linaria grjunerae Knjaz.
- Linaria guilanensis Hamdi & Assadi
- Linaria haelava (Forssk.) Delile
- Linaria hepatica Bunge
- Linaria heratensis Podlech & Iranshahr
- Linaria hirta (L.) Moench (P.Ib, PPCC)
- Linaria hohenackeri Tzvelev
- Linaria huteri Lange (P.Ib)
- Linaria iconia Boiss. & Heldr.
- Linaria ikonnikovii Stasiak
- Linaria imzica Gómiz
- Linaria incarnata (Vent.) Spreng. (P.Ib)
- Linaria incompleta Kuprian.
- Linaria intricata Coincy (P.Ib)
- Linaria iranica Hamdi & Assadi
- Linaria japonica Miq.
- Linaria jaxartica Levichev
- Linaria joppensis Bornm.
- Linaria kavirensis Hamdi & Assadi
- Linaria khalkhalensis Hamdi & Assadi
- Linaria khorasanensis Hamdi & Assadi
- Linaria kokanica Regel
- Linaria kulabensis B.Fedtsch.
- Linaria kurdica Boiss. & Hohen.
- Linaria latifolia Desf. (P.Ib)
- Linaria laxiflora Desf.
- Linaria leptoceras Kuprian.
- Linaria lineolata Boiss.
- Linaria loeselii Schweigg.
- Linaria longicalcarata D.Y.Hong
- Linaria macrophylla Kuprian.
- Linaria macroura (M.Bieb.) M.Bieb.
- Linaria markotchensis Popovich & Zernov
- Linaria maroccana Hook.f.
- Linaria maymanica Wendelbo
- Linaria mazandaranensis Hamdi & Assadi
- Linaria melampyroides Kuprian.
- Linaria melanogramma Rech.f., Aellen & Esfand.
- Linaria meyeri Kuprian.
- Linaria michauxii Chav.
- Linaria micrantha (Cav.) Hoffmanns. & Link (P.Ib, PPCC ssp)
- Linaria microsepala A.Kern.
- Linaria multicaulis (L.) Mill.
- Linaria munbyana Boiss. & Reut. (P.Ib)
- Linaria musilii Velen.
- Linaria nachitschevanica Tzvelev
- Linaria nigricans Lange (P.Ib)
- Linaria nivea Boiss. & Reut. (P.Ib)
- Linaria nurensis Boiss. & Hausskn.
- Linaria nuristanica Patzak
- Linaria oblongifolia (Boiss.) Boiss. & Reut. (P.Ib)
- Linaria odora (M.Bieb.) Fisch.
- Linaria oligantha Lange (P.Ib, PPCC)=L.flava(Poiret)Desf
- Linaria onubensis Pau
- Linaria orbensis Carretero & Boira (P.Ib, PPCC)
- Linaria ordubadica Tzvelev
- Linaria pamirica (Junussov) Stasiak
- Linaria paradoxa Murb.
- Linaria parviracemosa D.A.Sutton
- Linaria pedicellata Kuprian.
- Linaria pedunculata (L.) Chaz. (P.Ib, PPCC)
- Linaria pelisseriana (L.) Mill. (P.Ib, PPCC)
- Linaria peloponnesiaca Boiss. & Heldr.
- Linaria peltieri Batt.
- Linaria pinifolia (Poir.) Thell.
- Linaria platycalyx Boiss. (P.Ib)
- Linaria polygalifolia Hoffmanns. & Link (P.Ib)
- Linaria popovii Kuprian.
- Linaria propinqua Boiss. & Reut. (P.Ib, PPCC ssp)
- Linaria pseudolaxiflora Lojac.
- Linaria pseudoviscosa Murb.
- Linaria purpurea (L.) Mill.
- Linaria pyramidalis (Vent.) F.Dietr.
- Linaria qartobensis Blanca, Cueto, J.Fuentes, L.Sáez & Tarifa
- Linaria quasisessilis Levichev
- Linaria reflexa (L.) Chaz.
- Linaria remotiflora Patzak
- Linaria repens (L.) Mill. (P.Ib, PPCC)
- Linaria ricardoi Cout. (P.Ib)
- Linaria riffea Pau
- Linaria rubioides Vis. & Pančić
- Linaria sabulosa Czern. ex Klokov
- Linaria salangensis Podlech & Iranshahr
- Linaria salzmannii Boiss. (P.Ib)
- Linaria saposhnikovii Nikitina
- Linaria saturejoides Boiss. (P.Ib)
- Linaria saxatilis (L.) Chaz. (P.Ib)
- Linaria schelkownikowii Schischk.
- Linaria schirvanica Fomin
- Linaria semialata D.López, Sánchez-Gómez, J.F.Jiménez, J.B.Vera & Güemes
- Linaria sessilis Kuprian.
- Linaria simplex Desf. (P.Ib, PPCC)
- Linaria spartea (L.) Chaz. (P.Ib, PPCC)
- Linaria striatella Kuprian.
- Linaria subbaetica Blanca, Cueto & J.Fuentes
- Linaria supina (L.) Chaz. (P.Ib, PPCC)
- Linaria tarhunensis Pamp.
- Linaria tenuis (Viv.) Spreng.
- Linaria thibetica Franch.
- Linaria thymifolia (Vahl) DC.
- Linaria tingitana Boiss. & Reut.
- Linaria tonzigii Lona
- Linaria triornithophora (L.) Cav. (P.Ib)
- Linaria triphylla (L.) Mill. (P.Ib, PPCC)
- Linaria tristis (L.) Mill. (P.Ib)
- Linaria tursica Valdés & Cabezudo (P.Ib)
- Linaria unaiensis Patzak
- Linaria venosa Lindl.
- Linaria ventricosa Coss. & Balansa
- Linaria veratrifolia Patzak
- Linaria verticillata Boiss. (P.Ib)
- Linaria vettonica Luceño, Mazuecos & P.Vargas
- Linaria virgata (Poir.) Desf.
- Linaria viscosa (L.) Chaz. (P.Ib, PPCC)
- Linaria volgensis Rakov & Tzvelev
- Linaria vulgaris Mill. (P.Ib, PPCC)
- Linaria warionis Pomel
- Linaria weilleri Emb. & Maire
- Linaria yunnanensis W.W.Sm.
- Linaria yusufeliensis A.Galán, Makbul & Hamzaoğlu
- Linaria zaissanica Semiotr.

### Híbrids
S'han descrit els següents híbrids naturals:
- Linaria × cornubiensis Druce
- Linaria × dominii Druce
- Linaria × hybrida Schur
- Linaria × jalancina Gómez Nav., R.Roselló, A.Guillén, P.P.Ferrer, E.Laguna & Peris
- Linaria × kocianovichii Asch.
- Linaria × oligotricha Borbás
- Linaria × rocheri P.Fourn.
- Linaria × sepium G.J.Allman
- Linaria × valdesiana Socorro & Aroza
- Linaria × zaborskiana Emb.